# Через тернии к звёздам (фильм)
«Че́рез те́рнии к звёздам» — советский широкоформатный научно-фантастический двухсерийный фильм 1980 года режиссёра Ричарда Викторова по сценарию Кира Булычёва.

## Сюжет
XXIII век. Патрульный звездолёт дальней разведки «Пушкин» в 2221 году обнаруживает в космосе погибший корабль неизвестного происхождения, который не идентифицируется примерно среди десятка встречавшихся землянам ранее инопланетных звездолётов, сведённых и показанных в т. н. атласе Сомова. На разгерметизированном корабле оказываются трупы гуманоидных существ, выведенных искусственно путём клонирования. Один из клонов, девушка, оказывается живой благодаря скафандру, в котором она, очевидно, находилась в момент гибели корабля.
На карантинной околоземной станции Комиссия по контактам решает дальнейшую судьбу инопланетянки. Учёный-экзобиолог Надежда Иванова настаивает на изоляции и всестороннем исследовании клона в Институте космической генетики, так как неизвестна цель выведения инопланетных гуманоидов ин витро. Однако комиссия принимает сторону специалиста по контактам с инопланетным разумом Сергея Лебедева, предлагающего под свою ответственность поселить инопланетянку в своём доме, поскольку он уверен, что общение с человеческой семьёй продуктивнее для установления контакта. Надежде поручен биоконтроль над существом.
Инопланетянка поселяется в доме Лебедева, осваивается в его семье, состоящей из пожилых родителей Сергея (отец — профессор-океанолог, мать — профессор медицины, акушер) и его сына Степана — курсанта Института космонавтики. Вскоре благодаря усилиям Сергея устанавливается долгожданный контакт — Нийя (так называет себя инопланетянка) начинает общаться с окружающими. В результате этого общения обнаруживаются некоторые сверхчеловеческие способности инопланетянки, такие как мгновенная реакция, телекинез, телепортация. Необыкновенные способности, нечеловеческая сила и выносливость проявляются независимо от неё в экстренных ситуациях. При этом просматриваются явные признаки амнезии — Нийя почти ничего не может рассказать о себе. Лишь иногда в мозгу Нийи всплывают отдельные эпизоды прошлого: отец-профессор, сёстры и братья-клоны в лаборатории, кислотные дожди, отравленные почва и вода родной планеты. Раз за разом воспоминания из прошлого сопоставляются Нийей с благополучным земным настоящим, влияя на её поступки. Между тем Надежда обнаруживает в мозгу Нийи искусственно внедрённый «центр послушания», воздействуя на который определённым излучением, можно полностью ею управлять.
Нийе нравится земная жизнь и земляне, но её не покидает мысль, что она создана для некой важной миссии и должна её исполнить. Вскоре случайность помогает разрешить её терзания. В следующем, 2222-м году по телевидению показывают репортаж о визите посланников с планеты Десса. Они прилетели, чтобы просить помощи у землян: на Дессе растрачены все природные ресурсы и почти уничтожена биосфера (кроме животных-мутантов, живущих в пещерах), у населения нет естественной воды и воздуха, люди находятся под угрозой скорой гибели, проживают только в подземельях (за пределами которых носят противогазы и защитные костюмы), потребляют синтетическую пищу, в подавляющем большинстве из-за генетических изменений имеют уродства и прикрывают масками обезображенные лица. Увидев одного из посланников, Ракана, Нийя узнаёт его и вспоминает, что её родная планета — Десса. Нийя принимает решение: ей необходимо вернуться на свою планету.
Нийя проникает на корабль «Астра», посланный с ассенизаторской миссией на Дессу. В составе экипажа оказываются её знакомые: Надежда, которая входит в число специалистов, отправленных на Дессу, и практикант Степан, опоздавший на свой корабль дальней разведки и переведённый на «Астру». На этом же корабле возвращаются домой Ракан и его коллега Торки, а также доставляется транзитом на родную планету Океан профессор Пруль — разумный осьминог, транспортируемый в водном контейнере и опекаемый Степаном. Пруль находился на Земле по научному обмену в сфере океанологии.
На пути к Дессе «Астра» встречает мёртвую «Гайю» — корабль, где год назад нашли Нийю. Ракан и Торки узнают в нём корабль видного учёного с Дессы, профессора Глана. Рискуя жизнью, Нийя без скафандра телепортируется на разгерметизированную «Гайю» и отключает «зов Глана» — установку по контролю и слежению за клонами. От неминуемой гибели в вакууме её спасает Степан.
На пути к Дессе «Астра» оказывается ближайшим кораблём к терпящей бедствие и просящей о помощи планете Селеста, где в хранилище ядерных отходов начинается неконтролируемая цепная реакция. Несмотря на протесты торопящихся представителей Дессы, земной центр управления предписывает «Астре» изменить курс и экстренно помочь Селесте. Однако уже слишком поздно: на глазах потрясённого экипажа планета взрывается, и «Астра» возвращается на прежний курс к Дессе через Океан, где почётно высаживает профессора Пруля.
Посланники, а также начинающая вспоминать Нийя наконец открывают землянам тайну мёртвого корабля-лаборатории, профессора Глана и прошлого Нийи. Глан очень хотел спасти Дессу от экологической катастрофы, но уже не веря, что это под силу жителям планеты, создал искусственных людей, наделив их сверхспособностями, чтобы они силой остановили гибель Дессы. Не понятый соотечественниками, Глан вынужден был бежать с Дессы на последнем космическом аппарате-лаборатории, рассчитывая вернуться, когда его друзья придут к власти и дадут сигнал к возвращению. Однако сигнал так и не поступил. Когда на корабле подошли к концу запасы продуктов и топлива, Глан принял решение возвращаться, но этого не случилось — судя по предварительным анализам землян, «Гайя» была взорвана.
Оказавшись на Дессе, земляне начинают операцию по очистке планеты. Но им противодействует влиятельный магнат Дессы Туранчокс, боящийся потерять прибыль от продажи противогазов, масок, воздуха, воды, синтетических продуктов питания, а с ними реальную власть и могущество — хотя сам Туранчокс является карликом, что явилось результатом негативных наследственных изменений. Земляне успешно проводят первый этап ассенизации, конденсируя токсины из смертельной оранжевой атмосферы Дессы плазменными разрядами, при этом на короткое время демонстрируя дессианам голубое небо и настоящий чистый дождь. В ответ приспешники Туранчокса во главе с Торки подбрасывают в последний действующий источник воды агрессивный химический реагент и обвиняют землян в отравлении воды, разжигая недовольство населения. Слуга Туранчокса Тэр по приказу хозяина стреляет в Нийю, но благодаря сверхреакции девушка остаётся невредимой. Земляне обеззараживают источник.
Туранчокс решается на крайние меры. Имея доступ к единственному оставшемуся центру управления клонами, он решает взорвать «Астру», используя Нийю для доставки бомбы. Она вновь чувствует на себе воздействие центра послушания, делится этим с Раканом, и тот понимает, что Туранчокс, поместивший свою штаб-квартиру в бывшем институте Глана, добрался до центра управления. Колебавшийся ранее, фактически предавший Глана из-за боязни навредить карьере, сейчас Ракан готов отдать жизнь ради спасения Дессы. Кроме того, Ракан озабочен судьбой Нийи, так как он был донором биоматериала для клонов Глана. Нийя фактически является его дочерью.
При встрече с Туранчоксом Ракан просит его не мешать землянам, но не находит понимания. Туранчокс показывает Ракану центр управления и вызывает Нийю, чтобы та пронесла на «Астру» мощную бомбу-браслет. Ракан пытается помешать этому, но Тэр наносит ему смертельную рану. Умирающий Ракан решает погубить Туранчокса и из последних сил выпускает из секретной лаборатории института последнее детище Глана — биомассу. Биомасса создавалась Гланом, как материал для будущих поколений населения Дессы, в который, если слепить из него человека, достаточно только вложить живой мозг. Биомасса оказывается крайне агрессивной, она убивает Ракана и мгновенно распространяется по институту Глана, пожирая по пути всю органику.
В это время Нийя идёт на «Астру», повинуясь радиокомандам Туранчокса. Надежда обращает внимание на бомбу и останавливает Нийю, но Торки, идущий за ней по пятам по заданию Туранчокса, стреляет в Надежду. Увидев её гибель, потрясённая и впервые плачущая Нийя пересиливает «зов Глана» и выбрасывает бомбу. Биомасса быстро заполняет институт Глана, в недрах которого погибают Туранчокс и Тэр, и вырывается наружу. Это грозит гибелью для всей Дессы. Однако вооружённая излучателями «Астра» незамедлительно приходит на помощь Нийе и землянам, пытающимся вместе силой мысли укротить биомассу.
В финале экипаж «Астры», выполнив свою задачу по очистке и первичному возрождению биосферы Дессы, готовится к возвращению на Землю. Прощаясь с Нийей на поле с посадками молодой зелени, Степан просит её лететь с ним, но, хотя оба уже испытывают взаимные чувства друг к другу, Нийя отказывается и остаётся на Дессе. «Астра» улетает домой.

## В ролях
| Актёр               | Роль                                           |
| ------------------- | ---------------------------------------------- |
| Елена Метёлкина     | Нийя                                           |
| Улдис Лиелдидж      | Сергей Лебедев                                 |
| Вадим Ледогоров     | Степан Лебедев                                 |
| Елена Фадеева       | Мария Павловна Лебедева                        |
| Вацлав Дворжецкий   | Пётр Петрович Лебедев                          |
| Надежда Семенцова   | Надежда Иванова                                |
| Игорь Ледогоров     | Ракан                                          |
| Глеб Стриженов      | Глан                                           |
| Игорь Ясулович      | Торки                                          |
| Владимир Фёдоров    | Туранчокс                                      |
| Александр Лазарев   | Виктор Климов                                  |
| Александр Михайлов  | Олег Дрейер                                    |
| Борис Щербаков      | Эдуард Колотун                                 |
| Евгений Карельских  | командир звездолёта «Пушкин» Олег Дёмин        |
| Людмила Нильская    | Селена                                         |
| Валерий Носик       | Лий                                            |
| Алексей Ванин       | робот Бармалей                                 |
| Николай Тимофеев    | председатель Совета по контактам Роман Долинин |
| Светлана Радченко   | робот Глаша                                    |
| Андрей Крюков       | инопланетянин-осьминог Пруль                   |
| Владислав Ковальков | штурман звездолёта «Пушкин»                    |
| Анатолий Бочаров    | Тэр                                            |
| Х. Осепян           | археолог Хуан                                  |
| Артём Карапетян     | учёный на пресс-конференции                    |
| Владимир Вязовик    | учёный на пресс-конференции                    |
| Борис Володин       | учёный на пресс-конференции                    |

### Озвучивание 2001 года
- Любовь Германова — Нийя
- Игорь Тарадайкин — Сергей Лебедев
- Михаил Кононов — Пётр Лебедев
- Ирина Савина — Надежда Иванова
- Алексей Серебряков — Виктор Климов
- Дмитрий Харатьян — Олег Дрейер
- Сергей Быстрицкий — Эдуард Колотун
- Игорь Ледогоров — Ракан (озвучивает сам себя)
- Олег Стриженов — Глан
- Татьяна Чернопятова — Селена
- Всеволод Абдулов — инопланетянин-осьминог Пруль
- Николай Кочегаров — робот Бармалей
- Андрей Межулис — Лий
- Клара Румянова — робот Глаша

## Производство
Викторов ставил перед собой задачу снять фильм для зрителей всех возрастов и рассказать в нём о реальных проблемах сегодняшнего дня: «выведении организмов с заранее заданными свойствами» и взаимоотношениях человека с окружающим миром. Он не претендовал на научное прогнозирование будущего, хотя хотел показать достоверный мир с достоверными персонажами. Режиссёр выбрал для съёмок в фильме как своих любимых актёров И. Ледогорова, Н. Семенцову, Е. Карельских, В. Носика, В. Ледогорова, с которыми работал раньше, так и тех, кто у него не снимался — Г. Стриженова, Е. Фадееву, А. Лазарева, Б. Щербакова, В. Фёдорова.
Сценарий к фильму был написан Киром Булычёвым, на тот момент самым популярным писателем-фантастом СССР, который скрывал своё настоящее имя за псевдонимом, так как он был доктором наук и работал в Институте востоковедения Академии наук СССР, и опасался мнения по поводу его хобби со стороны коллег, однако, когда он был награждён за работу над сценарием к этому фильму, ему пришлось получать премию под своим именем и коллеги его поддержали.

### Подбор актёров
Ричард Викторов долго искал для своего фильма исполнительницу главной роли. Он уже нарисовал для себя образ той самой инопланетянки, которому не соответствовала ни одна из актрис, проходивших пробы. Но в одном из журналов мод режиссёр увидел фотографию манекенщицы из ГУМа Елены Метёлкиной и понял, что она — наиболее подходящий кандидат на эту роль. У Метёлкиной не было актёрского образования и опыта работы в кино, но на пробах она показала себя просто отлично. Викторов был в восторге, а вот художественный совет не торопился утверждать Елену на роль из-за опасений, что такая странная женщина никак не сможет привлечь внимание зрителей. Более того, по мнению членов совета, положительная героиня не могла быть лысой. Режиссёру удалось утвердить кандидатуру Метёлкиной, но сниматься ей пришлось в коротком белом парике. Такие же парики были сделаны и для других клонов.
Актёр Улдис Лиелдидж был известен в советском кинематографе ролями офицеров нацистской Германии. Однако режиссёр Ричард Викторов именно этому типичному латышу отдал роль советского космонавта Сергея Лебедева.

### Съёмки

«Через тернии к звёздам» — Институт Глана на фоне пейзажей в окрестностях Исфары

Виды гибнущей планеты Десса снимались в Таджикистане, в окрестностях заброшенного нефтеперерабатывающего завода возле города Исфары. После землетрясения там просел грунт, и образовалось небольшое озеро, наполненное водой и строительным мусором, выглядящее, как последствия экологической катастрофы. Также были отсняты местные разноцветные горы. Ранее режиссёр Андрей Тарковский планировал снять здесь фильм «Сталкер», но был вынужден перенести съёмки в Эстонию, так как на данной территории не нашлось места для размещения съёмочной группы. Необычный вид ландшафтов был получен за счёт использования технической спектрозональной киноплёнки «СН-6М», один из эмульсионных слоёв которой обладает светочувствительностью к инфракрасному излучению. Подземные сооружения Дессы снимали в Москве, в подвалах дома № 1/2, с. 1 по улице Солянка. Москвичи называют этот дом «серым домом на Солянке», «соляным домом», а также «домом под ангелами».

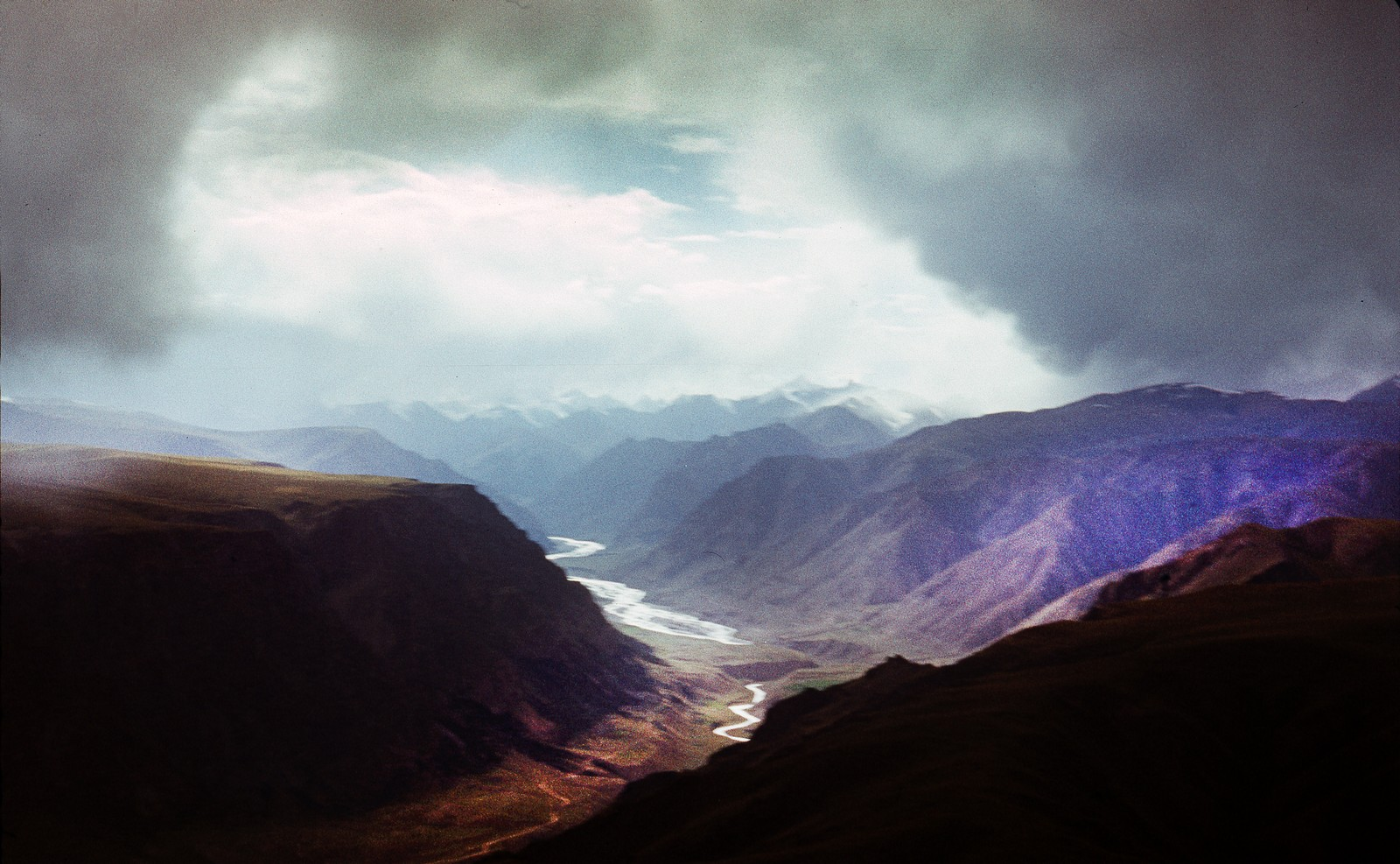
Горы Тянь-Шань, где снимались сцены бегства и преследования

Плато «Южный крест» снимали недалеко от Бахчисарая в пещерном городе Чуфут-Кале. В роли одного из археологов на «Южном кресте» снимался сын режиссёра Николай Викторов, впоследствии ставший режиссёром новой версии «Терний».
Некоторые космические сцены снимались под водой, с использованием «гидроневесомости» для имитации настоящей. Так, исследование разрушенного инопланетного корабля «Гайя» снимали в декорациях, установленных на дне бассейна гостиницы «Ялта». Для этого погрузили макет космического корабля в бассейн, на актёрах были акваланги, а поверх них — шлемы. Чтобы сделать незаметными пузырьки воздуха, выдыхаемые актёрами, их снимали вверх ногами, и тогда в кадре пузырьки шли не вверх, а вниз.
Хотя действие фильма происходит в будущем, в качестве интерьера космопорта снят зал московского аэропорта Шереметьево-2 времён съёмок фильма практически в неизменном нефутуристичном виде. На его обычном информационном табло можно заметить название звездолёта «Заря» и пункт его назначения — Альфа Кассиопеи. Этот звездолёт, очевидно, назван в честь звездолёта «Заря» из другого фильма Ричарда Викторова: «Москва — Кассиопея».

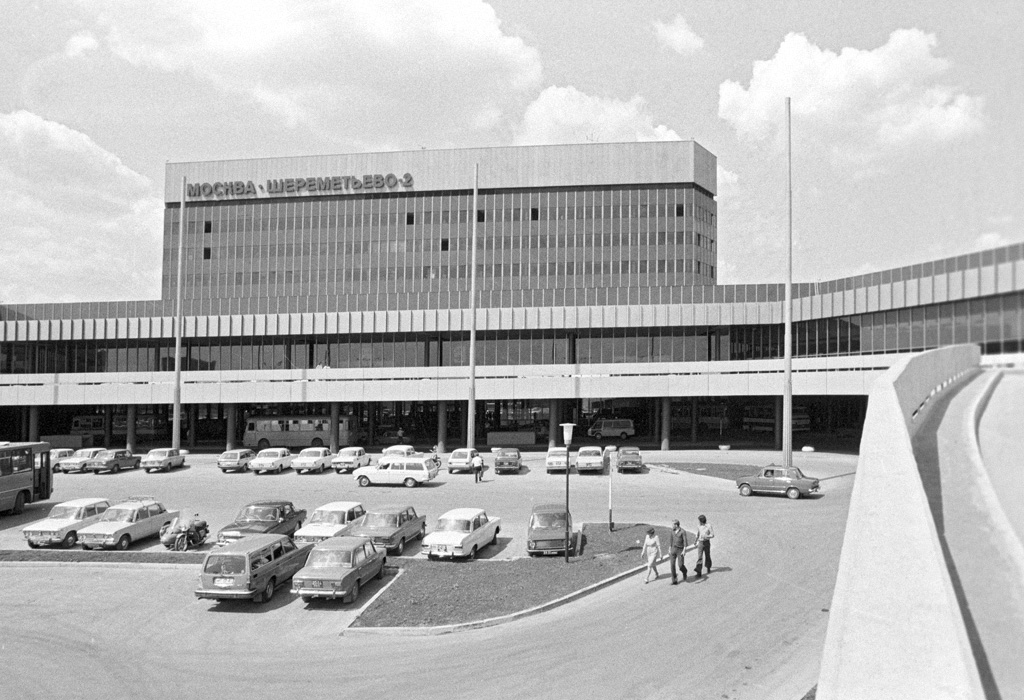
Шереметьево-2 в 1980 году, в терминале которого снимали космопорт

В эпизоде, где Нийя раздевается на пляже, изначально было задумано показать, что у героини отсутствует пупок. Партийное начальство сочло такую сцену недопустимой в советском киноискусстве. Пришлось ради сохранения сцены выдумывать диалог про «моральные нормы землян».

### Специальные эффекты
Робота Бармалея предполагалось сделать из металла. Но первую конструкцию реквизитор сварил из железных вёдер, проигнорировав режиссёрские эскизы, и Викторов её отверг. На другую не осталось ни времени, ни средств, и робота сделали надувным.
Вездеход, на котором земляне исследуют Дессу, был изготовлен на Ялтинской киностудии из армейского гусеничного бронетранспортёра и деталей самолёта. Там же снимали и кадры с биомассой, состоявшей из противопожарной пены и муки. Плавающие в этой смеси аквалангисты создавали визуальный эффект живого бурления массы.
В фильме должен был быть показан флаер — аппарат, который спускает Нийю и Сергея Лебедева с орбиты прямо к его дому на посадочную площадку. Но на это транспортное средство не хватило бюджета, и пришлось показать, как на площадку сходят Сергей и Нийя, а откуда — неясно. Также, в сцене, когда Степан Лебедев просит у Надежды разрешение «покататься», он идёт за кусты, где виден обычный автомобиль.
Для изготовления мёртвых клонов Нийи на «Гайе» Елену Метёлкину побрили налысо, с её тела и лица сделали гипсовые слепки и наполнили их жидким пенопластом. Кукол запустили в бассейн, создавая эффект парения в невесомости.

### Музыка к фильму
Автором музыки к фильму является Алексей Рыбников. В новой версии большинство тем было заменено музыкой Дмитрия Рыбникова, сына Алексея Львовича.

### Цензура
Перед выходом картины на большие экраны из картины были вырезаны несколько сцен. Примерно за год до выхода на экраны фильма советские войска вошли в Афганистан. Появление землян на другой планете, чтобы навести там порядок, могло быть воспринято цензорами как попытка осудить политику СССР. В итоге из окончательной версии картины было вырезано несколько сцен, чтобы не было никакой связи.

## Новая версия фильма

Кадр фильма «Через тернии к звёздам» (новая версия, 2001). Космодром.

В 2001 году сыном режиссёра Николаем Викторовым была выпущена переработанная версия фильма. Были проведены цифровая обработка изображения, восстановление цвета, переработаны некоторые спецэффекты, записана полностью новая звуковая дорожка в формате Dolby Digital. Продолжительность фильма приведена в соответствие со стандартами современного кинопроката, в результате он сокращён на 20 минут. По утверждениям авторов, в переработанной версии сокращены растянутые эпизоды, снижавшие динамику фильма, и выброшены эпизоды, нёсшие в себе советскую идеологическую окраску. В новой версии фильма добавлены, в частности, кадры парящих в облаках над космопортом звездолётов (посадочная площадка в точности копирует знаменитую «рюмку» аэропорта Шереметьево-1), кадры висящего в космическом пространстве корабля с Дессы «Гайя». Кроме того, в новой редакции появился гигантский космопорт, а биомассу сделали куда более страшной благодаря компьютерной графике.
Кир Булычёв писал: «Когда фильм снимался, у Ричарда возникла мысль, вместо слово „конец“ написать „Все кадры мёртвой планеты Десса сняты на Земле сегодня“. Жаль, что в Госкино испугались, и картина завершается как принято». Фраза «Все кадры гибнущей планеты Десса сняты на планете Земля» появляется в финальных титрах новой версии фильма.
Расхождения между сценарием и фильмом обусловлены в основном урезанием бюджета и требованиями цензуры Госкино. В конце фильма новой версии ошибочно указан актёр Владимир Носик, сыгравший Лия. На самом деле эту роль сыграл его брат, Валерий Носик.

## Прокат

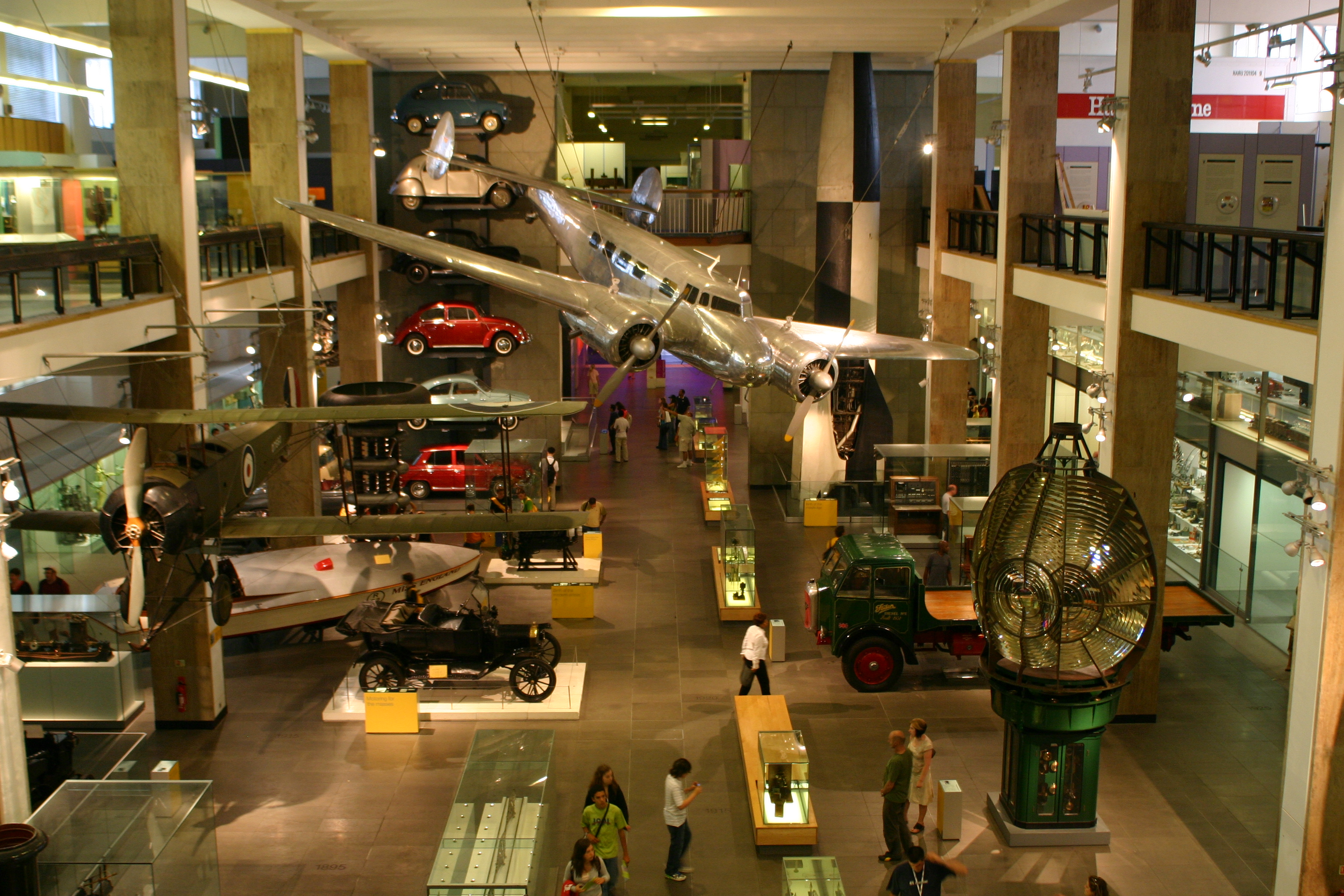
Зал Лондонского музея науки

Фильм показали в 42 странах в 1980 году. Режиссёр Ридли Скотт дважды прилетал в Россию и посещал «Мосфильм», чтобы узнать, как снимались те или иные сцены фильма и как отстраивали декорации.
8 октября 2015 года в Лондонском музее науки в рамках российской выставки «Cosmonauts. Birth of the Space Age» состоялась премьера полностью восстановленной оригинальной версии фильма «Через тернии к звёздам».
28 января 2016 года состоялся премьерный показ в России и встреча с создателями отреставрированного фильма в московском кинотеатре «Иллюзион».
Урезанная версия фильма была показана под названием «Гуманоидная женщина» в фантастическом сериале «Таинственный театр 3000 года», как 11-я серия 1-го сезона.

## Критика
Критик А. Плахов отметил, что «Через тернии к звёздам» обращены к зрителю всех возрастов, в отличие от дилогии «Москва — Кассиопея» и «Отроки во Вселенной». Он похвалил удачный дебют Метёлкиной, тип внешности и пластика которой согласуются с представлением о космическом существе. Поднятая режиссёром экологическая проблема, по мнению Плахова, звучит как предупреждение. Критик отметил достоверное изображение домов людей будущего, звездолётов, но ему показалось, что в облике жителей Дессы присутствуют эклектичность, черты «расхожей инфернальности».
С точки зрения рецензента журнала «Искусство кино» С. Истратовой, Викторов в своих фильмах «Москва — Кассиопея», «Отроки во Вселенной», «Через тернии к звёздам» создал собственный вариант фантастики — психологически конкретную «земную фантастику». Тема контакта с внеземной цивилизацией традиционна для фантастики, но в фильме Викторова психологическим стержнем сюжета становится превращение главной героини из полуробота в человека. Истратова похвалила удачный выбор исполнительницы главной роли, которой свойственны пластичность, экзотическая внешность, естественность поведения. Режиссёр использовал зрелищность и увлекательность для постановки серьёзных проблем. В образе умирающей Дессы он изобразил один из страшных вариантов развития человечества, к которому может привести экологическое загрязнение, что позволяет отнести фильм к жанру антиутопии. При этом режиссёр показал идеальное будущее Земли, где люди живут в гармонии с природой, путешествуют по космосу, увлечённо занимаются своей работой. Истратова отметила достоверность изображения как Земли будущего, так и Дессы.
Критик В. Ревич, обозревая письма читателей, пришедшие в журнал «Советский экран», пишет, что если объединить эти письма, то получится квалифицированная рецензия на фильм. Читатели дали восторженную оценку и фильму в целом («Этот фильм перевернул нас!»), и актрисе Метёлкиной, и убедительному изображению Дессы. Отдельные читатели обратили внимание на «несуразные „мелочи“»: произведённые в СССР противогазы на жителях другой планеты, жевательная резинка и пиво «Золотое кольцо» в мире будущего, современный аэропорт, который выдаётся за космопорт.

## Премии
1982 — Государственная премия СССР. Эта премия была присуждена за создание фильма «Через тернии к звёздам» и мультфильма «Тайна третьей планеты» следующим людям: Р. Н. Викторову (режиссёр), А. Н. Рыбину (оператор), К. И. Загорскому (художник), Р. А. Качанову (режиссёр мультипликации), Н. В. Орловой (художник мультипликации), Киру Булычеву (автор сценария).